# توم ميرفي (سياسي)
توم ميرفي (بالإنجليزية: Tom Murphy)‏ هو محامي وسياسي أمريكي، ولد في 10 مارس 1924 في بريمن في الولايات المتحدة، وتوفي بنفس المكان في 17 ديسمبر 2007 بسبب سكتة. حزبياً، نشط في الحزب الديمقراطي. وقد انتخب عضو مجلس نواب جورجيا.